# Richard Pyle

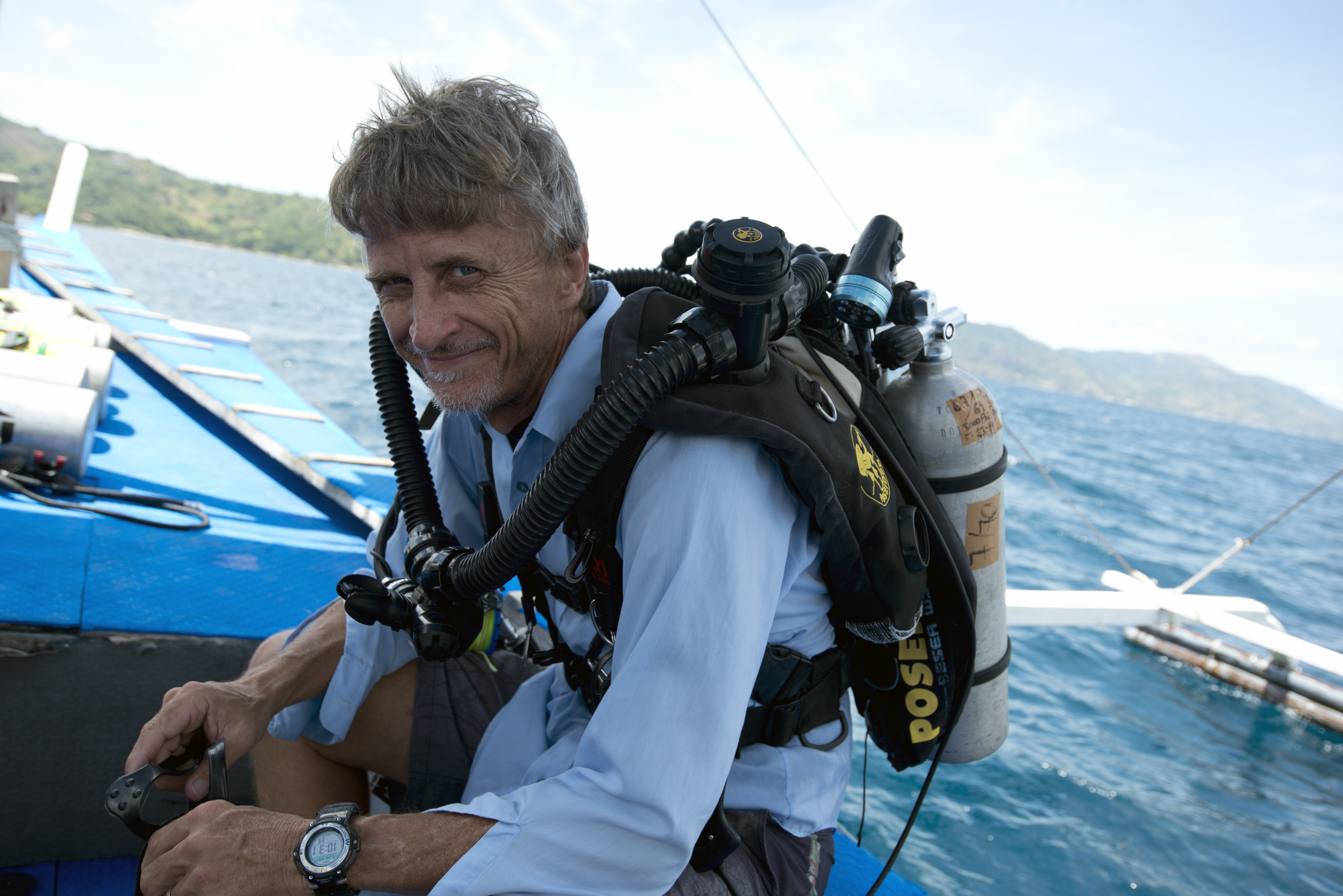
Richard Pyle.

Richard L. Pyle, es un buceador profesional y doctor en ictiología que trabaja en Hawái. Pyle descubrió el principio de Pyle stop, que sucede cuando una persona se descomprime a causa de varias inmersiones profundas en busca de nuevas especies de peces. Ha obtenido diversos reconocimientos y premios por sus contribuciones, es autor de más de 130 publicaciones científicas y técnicas. Trabajó en el departamento de Ciencias Naturales del Museo de Historia Natural y Cultural del Estado de Hawái.
En octubre de 2015 obtuvo un premio de 5000 euros, en el GBB Ebbe Nielsen Challenge, una competición de Global Biodiversity Information Facility para BioGUID.org. Se le considera un «pionero en la tecnología de bases de datos».